# Juliana Schalch
Juliana Santi Schalch (São Paulo, 23 de abril de 1985) é uma atriz brasileira.

## Biografia
Juliana Schalch cursou psicologia na PUC-SP, é atriz da Escola de Arte Dramática de São Paulo (EAD-SP), passou pela Oficina de Atores da Rede Globo e com 10 anos de profissão participou de diversas produções em cinema, televisão e teatro. É descendente de portugueses, suíços e italianos.

## Carreira
Em 2023, interpreta Mariana Campos a protagonista adulta e mãe da protagonista infantil Julieta Campos na novela infantojuvenil do SBT, A Infância de Romeu e Julieta.

## Vida pessoal
Em março de 2021, a artista anunciou que está grávida do seu primeiro filho com o marido Henrique Guimarães.

## Filmografia

### Cinema
| Ano  | Título                              | Personagem       | Notas          |
| ---- | ----------------------------------- | ---------------- | -------------- |
| 2007 | Dorian                              | Helena           | Curta-metragem |
| 2010 | Romy                                | Romy             | Curta-metragem |
| 2010 | Tropa de Elite 2                    | Julia            |                |
| 2011 | VIPs                                | Lu Paes          |                |
| 2011 | Os 3                                | Camila           |                |
| 2012 | O Buquê de Flores                   | Juli             | Curta-metragem |
| 2012 | Encanando no Encanador              | Natália          | Curta-metragem |
| 2012 | E Aí... Comeu?                      | Alana            |                |
| 2012 | Os Penetras                         | Cibele           |                |
| 2014 | Boa Sorte                           | Namorada de Beto |                |
| 2015 | Depois de Tudo                      | Regininha        |                |
| 2016 | Segundo Sexo                        | Bebel            | Curta-metragem |
| 2016 | Vidas Partidas                      | Julia            |                |
| 2017 | Polícia Federal: A Lei É para Todos | Rosângela Moro   |                |
| 2019 | Eu Sinto Muito                      | Isabelle         | [ 13 ]         |
| 2020 | Macabro                             | Moema            |                |

### Televisão
| Ano       | Título                          | Personagem                    | Notas                                                      |
| --------- | ------------------------------- | ----------------------------- | ---------------------------------------------------------- |
| 2008–2009 | Três Irmãs                      | Juliana Galvão                |                                                            |
| 2010      | Status Solteira                 | Joana                         | Episódio: "Direto do Túnel do Tempo"                       |
| 2010      | Alice                           | Tânia                         | Episódio Especial: "O Primeiro Dia do Resto da Minha Vida" |
| 2011      | Morde & Assopra                 | Lara Maia Vilanova            |                                                            |
| 2012      | O Brado Retumbante              | Marta Ventura                 |                                                            |
| 2013–2018 | O Negócio                       | Maria Clara de Andrade / Luna |                                                            |
| 2014      | (Des)encontros                  | Júlia                         | Episódio: "André e Júlia"                                  |
| 2014      | A Teia                          | Suzane                        |                                                            |
| 2017      | Sem Volta                       | Suzana Bittencourt (Suzy)     |                                                            |
| 2019      | Jezabel                         | Temima Bailon                 |                                                            |
| 2021      | Gênesis                         | Haviva                        | Fase: Jornada de Abraão                                    |
| 2021      | Um Lugar ao Sol                 | Hanna                         | Episódios: "15-17 de novembro"                             |
| 2021      | Anjo Loiro com Sangue no Cabelo | Sônia Lins                    | [ 20 ]                                                     |
| 2023–2024 | A Infância de Romeu e Julieta   | Mariana Campos Matos          |                                                            |
| 2023–2024 | Vicky e a Musa                  | Terpsícore                    | Episódios 9 e 12 da Primeira Temporada                     |

## Teatro
| Ano       | Título           |
| --------- | ---------------- |
| 2001      | Puts             |
| 2002      | Lendas e Tribos  |
| 2003      | Dança dos Signos |
| 2004-2006 | A Ilha           |
| 2012-2013 | Deus é um DJ     |